# Ricardo-Ojeda-Degu
Der Ricardo-Ojeda-Degu (Octodon ricardojeda) ist eine in der argentinischen Provinz Neuquén und der chilenischen Región de La Araucanía heimische Nagetierart aus der Gattung der Strauchratten innerhalb der Familie der Trugratten (Octodontidae). Die Art wurde erst 2020 erstbeschrieben und nach dem argentinischen Säugetierkundler Ricardo Ojeda benannt.

## Merkmale
Der Ricardo-Ojeda-Degu ist ein relativ großes rattenartiges Nagetier. Der Holotyp hat ein Gewicht von 185 Gramm und eine Gesamtlänge von 32,6 Zentimeter, wovon der Schwanz 13,4 Zentimeter einnimmt. Der Rücken ist bräunlich und mit schwärzlichen und gelblichen Einsprengseln versehen. Die längeren Deckhaare sind fast völlig schwarz. Auf den Flanken ist das Fell heller, der Bauch ist gelblich-grau. In der Leistengegend kann ein weißer Fleck vorhanden sein. Der Kopf ist ähnlich gefärbt wie der Rücken, aber feiner gesprengselt. Die weiß oder schwarz gefärbten Schnurrhaare sind lang und reichen bis zur Mitte der bräunlichen Ohren. An den Beinen sind die Haare silbrig-weiß gefärbt. Verglichen mit anderen Deguarten ist die Fellfärbung des Ricardo-Ojeda-Degus einheitlicher und die Haare sind weniger gebändert. An den Vorderpfoten sind die Krallen nicht verlängert, an den Hinterpfoten werden die Krallen von Haaren überragt. Der Schwanzansatz ist oben bräunlich und unten cremefarben bis weiß. Das letzte Schwanzdrittel ist rundum dunkelbraun bis schwärzlich. Der Schädel ist breit, mit einem langen Diastema und einem fast quadratischen Hirnschädel. Das Diastema des Unterkiefers ist dagegen kurz.

## Lebensraum
Der Ricardo-Ojeda-Degu ist bisher nur von acht verschiedenen Stellen in Höhen von 500 bis 1100 Metern über dem Meeresspiegel im Westen der argentinischen Provinz Neuquén und im Nordosten der chilenischen Región de La Araucanía bekannt. Fossilien, die der Art zugeordnet werden, wurden auch bei archäologischen Ausgrabungen in der argentinischen Provinz Río Negro gefunden. Im argentinischen Nationalpark Lanín lebt Octodon ricardojeda in halboffenen, feuchten Wäldern, die von Südbuchen dominiert werden. Woanders kommen sie in Strauchsteppen mit Berberitzen, Colletia-Arten und Peruanischen Pfefferbäumen oder in halboffenen Gebieten mit Südbuchen, Bambus-Arten aus der Gattung Chusquea und Chilenischen Araukarien vor. Sie leben in selbst gegrabenen Höhlen im sandigen Erdboden.

## Gefährdung
Der  Ricardo-Ojeda-Degu hatte in der Vergangenheit ein größeres Verbreitungsgebiet. Heute umfasst es weniger als 20.000 Quadratkilometer und ist durch Waldfragmentierung zerstückelt. Aufgrund des kleinen Verbreitungsgebietes ist der Ricardo-Ojeda-Degu möglicherweise gefährdet. Schutzgebiete in denen er vorkommt, sind der Nationalpark Lanín in Argentinien und das Reserva Nacional Malalcahuello in Chile.